# Euchlaena manubriaria
Euchlaena manubriaria är en fjärilsart som beskrevs av Dyar 1902. Euchlaena manubriaria ingår i släktet Euchlaena och familjen mätare. Inga underarter finns listade i Catalogue of Life.